# Onze-Lieve-Vrouw Visitatiekerk (Grivegnée)

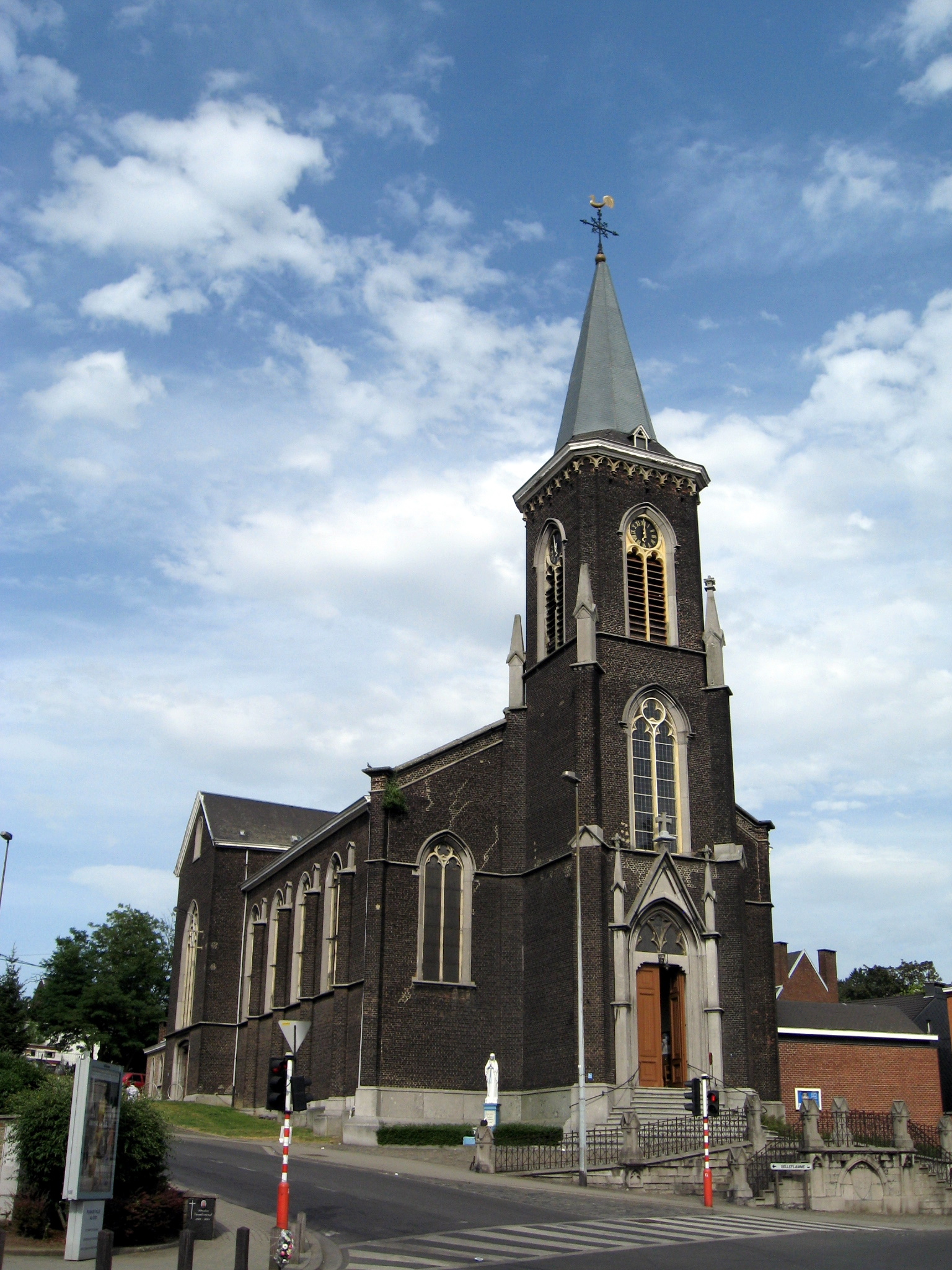
Onze-Lieve-Vrouw Visitatiekerk

De Onze-Lieve-Vrouw Visitatiekerk (Église Notre-Dame de la Visitation) is een parochiekerk in de Luikse deelgemeente Grivegnée, gelegen aan het Place de la Liberté.

## Geschiedenis
In Grivegnée bestond reeds sinds 1275 een kapel, gewijd aan Onze-Lieve-Vrouw. Vanaf de 16e eeuw was deze kapel ondergeschikt aan de Sint-Remaclusparochie te Luik. In 1832 werd Grivegnée een zelfstandige parochie.
In 1856 werd een neogotische bakstenen kerk gebouwd naar ontwerp van Jean-Charles Delsaux. Deze driebeukige kruiskerk heeft een voorgebouwde toren van drie geledingen en gedekt door een achtkante spits.
Ingemetseld is nog een grafsteen van ongeveer 1550.